# Mlakva (Chorwacja)
Mlakva – wieś w Chorwacji, w żupanii licko-seńskiej, w gminie Perušić. W 2011 roku liczyła 51 mieszkańców.